# Đoàn Văn Hậu
Đoàn Văn Hậu (Thái Bình, Vietnam, 19 de abril de 1999) es un futbolista de Vietnam que juega en las posiciones de defensa central y lateral izquierdo con el Công An Hà Nội FC de la V.League 1 desde el año 2023.

## Carrera

### Club
| Periodo   | Club                     |
| --------- | ------------------------ |
| 2017-2023 | Hà Nội FC                |
| 2019-2020 | → SC Heerenveen (cedido) |
| 2023-     | Công An Hà Nội FC        |

### Selección nacional
Ha estado en el proceso de selecciones nacionales de Vietnam desde la categoría sub-20, donde jugó en dos ediciones del Campeonato Sub-19 de la AFC, en la Copa Mundial de Fútbol Sub-20 de 2017, los Juegos Asiáticos de 2018, dos ediciones de los Juegos del Sudeste Asiático, donde fue campeón en la edición de 2019, y en el Campeonato Sub-23 de la AFC 2018.
Debutó con Vietnam en 2017 y su primer gol internacional lo anotó el 21 de diciembre de 2022 en la victoria por 6-0 sobre Laos en Vientiane por el Campeonato de la AFF 2022.

## Logros
- V.League 1: 2018, 2022,[3] 2023
- Copa de Vietnam: 2020, 2022, 2024-25
- Supercopa de Viernam: 2019, 2021

### Selección nacional
- Juegos del Sudeste Asiático: 2019[4]
- VFF Cup: 2018

### Individual
- Futbolista Joven del Año de la AFF: 2017
- Futbolista Joven del Año de Vietnam: 2017, 2018, 2019
- Equipo ideal del Campeonato de Fútbol de la Asociación de Naciones del Sudeste Asiático: 2018[5]
- Equipo de las Estrellas del Campeonato de Fútbol de la Asociación de Naciones del Sudeste Asiático: 2022
- Equipo ideal de la V.League 1: 2023